# Fresneda de la Sierra Tirón
Fresneda de la Sierra Tirón es una localidad y un municipio situados en la provincia de Burgos, comunidad autónoma de Castilla y León (España), comarca de Montes de Oca, partido judicial de Briviesca, limítrofe con la provincia de La Rioja y en la falda de la sierra de la Demanda.

## Geografía
Fresneda de la Sierra Tirón se encuentra en la provincia de Burgos (Castilla y León), a 56 km de la capital. Es el último pueblo burgalés de la sierra de la Demanda antes de la comunidad autónoma de La Rioja.
En el sur de su término municipal se ubica el Pozo Negro, aunque sus aguas son de un color verde turquesa, una modesta laguna de origen glaciar a la sombra del pico Otero. Este pequeño lago es el único hábitat conocido de la subespecie de tritón palmeado Lissotriton helveticus punctillatus.

### Municipios limítrofes
- Al norte con Pradoluengo, San Vicente del Valle y Belorado
- Al este con Valgañón y Ezcaray
- Al sur con Barbadillo de Herreros
- Al oeste con Santa Cruz del Valle Urbión

## Historia
No se sabe con certeza la fecha de la fundación de Fresneda de la Sierra Tirón.
Fresneda de la Sierra Tirón pertenecía a un espacio geográfico llamado “Valle de San Vicente”, que comprendía el territorio delimitado por los recorridos de los ríos Tirón y Urbión en los que, además de Fresneda, se integraban las localidades de San Vicente del Valle, Espinosa del Monte, Santa Olalla del Valle, Villagalijo, San Clemente del Valle, Ezquerra, Pradoluengo, Soto, Santa Cruz del Valle Urbión, Garganchón y Valmala.
Su origen, según algunos historiadores, entre ellos el profesor Abasolo, podría remitirse a la época romana, ya que en la zona de “Los Rubiales” existen unos vestigios que parecen pertenecer a este periodo histórico.
La mayoría de los topónimos de la zona y de los montes de Fresneda tienen nombres vascos. Según estudiosos del tema, podrían tener su origen en los individuos que habitaban el valle antes de la llegada de los romanos y que se entendían en este idioma. Actualmente perviven muchos de estos términos, como es el caso de lugares de la Sierra o cercanías de esta localidad conocidos por los nombres de “Turrioza”, “Bagadia”, “Zorruzea”, “Anticumbea”, etc.

### SiglosII-III
De esta época se han encontrado varias estelas romanas en la zona, entre ellas cabe destacar la estela encontrada en el término “Peña La Pastora”, cerca de la localidad. Se trata de una piedra de forma fálica y en la que se puede distinguir la representación de una figura humana. Parece tener origen funerario y podría tener conexión con estelas celtibéricas (siglo II a. C.) y cuya continuación las encontraríamos en las estelas hispanorromanas (siglo I-III), según el profesor Abasolo. Esta pieza puede ser apreciada en la plaza mayor de Fresneda, donde se encuentra emplazada actualmente.
Otras estelas romanas fueron descubiertas en los muros de la iglesia de la Asunción de San Vicente del Valle.

### SiglosVII-IX
Comienza el colapso de los visigodos y el inicio de la conquista de la península ibérica por los musulmanes.
La ocupación militar se realiza en muy poco tiempo, a excepción de la zona norte, donde se organizaron diversos núcleos de resistencia.
En el año 759, el monarca astur Fruela I se desplaza hasta la Demanda para presidir un pacto fundacional de la comunidad religiosa femenina de San Miguel de Pedroso.
Los habitantes de la zona se dedicaban fundamentalmente a la ganadería.

### SigloX
Los condes castellanos promocionan el ensalzamiento del monasterio de San Miguel de Pedroso y gracias a sus manifestaciones contribuyen a aumentar de forma notable su patrimonio, pasando a convertirse en el gran centro religioso de la zona, ganando en riqueza y en prestigio.
La primera referencia escrita que encontramos de Fresneda de la Sierra nos lleva al año 945. Se trata de un documento donde Fernán González, conde de Castilla, concede al Monasterio de San Lorenzo, situado entre Espinosa y San Vicente, comunidad de pastos y leña con los pueblos de Eterna, San Vicente y Fresneda, la dehesa del pueblo quedando explícitamente excluida de este acuerdo.
En el año 979, se menciona a Fresneda y Pradilla en una donación hecha por el conde castellano García Fernández, en el Monasterio de San Miguel de Pedroso.

### SiglosXI-XII
Durante los siglos XI y XII, estos territorios quedaron como fronterizos entre Navarra y Castilla durante años y fueron objeto de disputa entre ambos reinos.
Entre los años 1035-1054, el Valle estuvo integrado en el reino de Navarra a todos los efectos.
A finales del siglo XII, los reyes de Navarra y Castilla sometieron el contencioso a la autoridad del rey de Inglaterra, Enrique II, el cual dio la razón al rey castellano y a partir de entonces, los territorios de la zona del Valle de San Vicente quedaron definitivamente integrados en el reino de Castilla.
Un texto de 1028 habla de un pueblo llamado Lizárraga, que seguramente hace referencia a Fresneda de la Sierra, ya que la palabra “Lizarra” significa fresno en euskera, y desde la época medieval es habitual encontrar multitud de topónimos vascos dando nombre a muchos lugares de los montes de Fresneda.
Un legajo fechado en 1079 habla del Monasterio Sancti Lohannes de Fraxeneta. Este cenobio estaba cerca del río Tirón, aguas arriba de la villa de Fresneda y lo más probable es que este sea el origen del nombre de los pagos y puentes dedicados actualmente a San Juan en esta zona.
El vínculo real con Fresneda se consagra en 1173, cuando el 23 de octubre de ese año Alfonso VIII de Castilla emite un diploma desde el mismo pueblo.
El documento en sí trata de la posesión de unas tierras cerca de Herramélluri. La presencia del rey y su séquito en nuestro pueblo debió suponer uno de los acontecimientos más memorables de la época.
Acompañando al rey, estaban la reina Eleonor, el arzobispo de Toledo (Cerebruno), otros dos obispos (los de Calahorra y Burgos), tres condes y varios de los señores más poderosos del reino. El motivo de esta visita parece cinegético.
En 1191, este monarca dota al Valle de San Vicente de un cierto estatuto jurídico que ahonda en el individualismo.
Como legado artístico del románico encontramos pertenecientes a este periodo dos iglesias, la de San Clemente del Valle y la de Valmala, y dos pilas bautismales ubicadas en las iglesias de Fresneda de la Sierra (año 1225) y Espinosa del Monte.

### SigloXV
Este periodo destaca por la fundación de dos conventos de frailes franciscanos en la sierra de Fresneda.
Estas dos edificaciones religiosas fueron fundadas por Fray Lope de Salinas, fundador también del Monasterio de Nuestra Señora de los Lirios de Alveinte, gracias al patrocinio económico y apoyo de los Condes de Haro.
El primer eremitorio lo funda en 1427 y lo construye a unos 9 km de Fresneda (cerca de la zona de “Tres Aguas”). Se trata de un pequeño convento constituido por una pequeña y sencilla iglesia y por una estancia para unos seis religiosos. Decide ubicarlo en un lugar solitario, inhóspito y alejado de cualquier población, con el fin de que fuera el sitio ideal para la oración, penitencia y para la dedicación completa a Dios, en consonancia con los ideales de San Francisco de Asís.
El Convento de San Bernardino de la Sierra se funda a mediados del siglo XV. El Padre Salinas decidió ubicarlo más cerca de Fresneda, a unos 4 km de distancia (cerca del Vivero), para que los frailes que lo habitaran pudieran asistir a los fieles de los pueblos de la zona con más frecuencia.
En dicho centro religioso se puso una comunidad formal y numerosa para realizar los ejercicios religiosos y asistir a los fieles de las poblaciones más cercanas, quienes también contribuían con sus limosnas al mantenimiento de los frailes.

### SigloXVI
Durante este siglo, el Eremitorio de San Antonio comienza su decadencia, quedando casi en ruinas tras la muerte de su fundador en 1463. Los discípulos del Padre Salinas abandonan el lugar podo después.
El edificio quedó en ruinas a causa de la débil materia con la que fue construido.
Fue a finales de este siglo cuando es reedificado por Fray Bartolomé Ortega, quien decide retirarse a este lugar a hacer penitencia.
A partir de ese momento tomará más importancia el Convento de San Bernardino.
Durante años se enseñó en este último, el estudio de la gramática y el estudio de las artes liberales.
La asistencia espiritual de los frailes de San Bernardino tuvo gran importancia en la zona de Fresneda y pueblos cercanos.
Tomó el hábito en este convento, el padre fray Bernardo de Fresneda, confesor y consejero del Rey Felipe II y obispo de Cuenca y de Córdoba.
La iglesia de la Asunción se fecha aproximadamente en las primeras décadas del siglo XVI, perteneciente al último periodo del estilo gótico.
El Padre Fresneda costeó la realización del retablo del altar mayor. Retablo obra de Don Rodrigo de Haya, conocido por su trabajo en el retablo mayor de la catedral de Burgos.
También realizó a su costa la construcción en este siglo del puente que atraviesa el río Tirón.
En este periodo se construye la ermita de la Virgen de los Remedios, obra promocionada por Don Julián López de Bernardino (Canónigo de Alcalá de Henares).
Entre Pradoluengo y Fresneda existían unos compromisos reflejados en unas cartas, que no se entendían con claridad y en el año 1538 deciden nombrar a dos vecinos, uno de cada parte, para que ante notario trasladasen lo que dichas cartas contenían.
En 1545 nombraron otra comisión para poner esos compromisos y otros con un lenguaje sencillo y usual. Esta comisión realiza sus trabajos en Santa Olalla firmando la escritura el 13 de enero de 1546.
Durante este siglo se produce uno de los acontecimientos más importantes relativos a nuestra localidad, la separación de Fresneda del valle de San Vicente.
El Mayorazgo concedido en el siglo pasado pasa a las manos de otro hijo del conde de Haro, Don Pedro, y este lo cede posteriormente a su hijo Bernardino, el cual más tarde lo concede a García Fernández de Navega.
Fresneda aunque si pertenecía al Valle de San Vicente, sin embargo no formaba parte del Mayorazgo.
Nuestra localidad prosperaba en todos los aspectos, y en este periodo destacan fresnedinos célebres como Don Pedro Plaza, contador del Rey en su consejo de Indias, y fundador de una obra pía para dotar a “doncellas” pobres, también destaca el Padre Fresneda, confesor de su majestad Felipe II, como se ha comentado anteriormente.
Dándose esta situación de prosperidad, Fresneda decide separarse del Valle y empieza por levantar en su territorio nueva Horca y Picota (lugares para la administración de justicia de forma independiente).
Hasta el momento los pleitos eran llevados a cabo por las autoridades del valle, los cuales no están de acuerdo con la iniciativa tomada por nuestra localidad y en 1533 promueven un pleito contra Fresneda para que siga perteneciendo a la comunidad.
El alcalde de Briviesca dicta sentencia el 2 de agosto de 1563 condenando a nuestro pueblo a seguir perteneciendo al Valle de San Vicente.
Los de Fresneda apelan a los tribunales de justicia de Burgos y el 30 de enero de 1570, queda condenado el Valle.
El Valle de San Vicente apela y lleva el pleito ante la Audiencia de Valladolid y el 18 de septiembre de 1579 se condenaba otra vez a la villa de Fresneda, pero esta no se da por vencida y argumentando que no eran más de tres jueces los que sentenciaron, apelan de nuevo a la Audiencia entera, afirmando que se habían apartado de la comunidad con licencia y autoridad del Condestable Don Bernardino Fernández de Velasco y alegaban que pertenecían a La Rioja.
Ambas partes del pleito deciden intentar llegar a un acuerdo, y con este fin se juntan los fresnedinos en la iglesia de Villanueva el 23 de febrero de 1580 y los del Valle se reúnen en la ermita de San Bartolomé el 18 de julio de 1580 para conseguir llegar a un acuerdo en cuanto a la jurisdicción criminal.
Finalmente llegan al consenso y deciden que Fresneda deje de pertenecer al Valle con la condición de ceder al Valle el “Pecho de Curiel” y el pago de 17.000 maravedíes, para ayuda de las costas, consiguiendo nuestra localidad de esta manera quedarse con el derecho de administrar justicia en su territorio.
El entonces Condestable D. Iñigo Fernández de Velasco da su aprobación, y los procuradores presentan dicho acuerdo en la Chancillería de Valladolid, donde es también aprobado el 10 de marzo de 1581, imponiendo 50.000 maravedíes al que faltase a lo convenido.
Felipe II firma una carta ejecutoria que confirma el arreglo el 18 de marzo de 1581, finalizando el pleito entre el Valle y Fresneda.

### SigloXVII
El 6 de julio de 1629, la villa de Fresneda de la Sierra Tirón escribe al concejo y villa de Valgañón solicitando ayuda por la presencia de un oso en las sierras comuneras de ambos pueblos, el cual estaba haciendo estragos entre el ganado y "dicho oso no ay dia que no mate una vaca". Valgañón acordó aportar siete hombres con armas a la batida "para matar y correr dicho oso".
El Eremitorio de San Antonio vuelve a ser reedificado en 1615 por Fray Pedro Munilla, que lo habita hasta 1633.
A partir de entonces, quedará unos años sin habitar y posteriormente volverá a tener franciscanos residiendo en él encabezados por Fray Miguel Marín y por Fray José Coronel después.
El Convento de San Bernardino sigue con su actividad religiosa, contando esta comunidad con unos veinte frailes.
Otro de las obras que tiene de este siglo es el puente de Fresneda de la Sierra creado por el Fray Bernardo Alvarado de Velasco.

### SigloXVIII
Fresneda de la Sierra se incluía en el Partido de Logroño, que junto con Santo Domingo de la Calzada, ocupaban gran parte de la actual La Rioja y que eran conocidos como “La Riojilla".
Belorado pertenecía por aquel entonces al Partido de Juarros, hasta 1833, donde se crean nuevos partidos judiciales, entre ellos el de Belorado.
Fresneda cambia su condición de señorío por la de realengo.
El duque de Frías era el beneficiario de la mayoría de los pueblos de la zona. Cobraba un impuesto sobre la compra-venta llamado “Las alcabalas”, impuesto que solo Fresneda pagaba a las arcas reales.
Belorado contaba con unos 367 vecinos, mientras que Fresneda poseía 85 vecinos,
El Convento de San Bernardino estaba ocupado por 22 religiosos, 14 sacerdotes y 2 coristas, y el oratorio de San Antonio por 3 sacerdotes, 2 legos y 2 donados.
La zona era habitada por casi un centenar de religiosos, entre los conventos de San Francisco y Nuestra Señora de Linares en Belorado, San Vitores en Fresno y San Antonio y San Bernardino en Fresneda.
Algunos de los vecinos de este espacio geográfico dedicaban parte de su trabajo a cubrir empleos dependientes de la iglesia tales como sacristanes, organistas, hortelanos.
En 1769, Fresneda tenía 351 habitantes. El Convento de San Bernardino tenía 20 profesos y 2 donados (visten el hábito pero no lo profesan). El Eremitorio de San Antonio contaba con 5 profesos y 3 donados.

### SigloXIX
A la caída del Antiguo Régimen queda constituida como ayuntamiento constitucional denominado Fresneda de Sierra Tirón en el partido Belorado, región de Castilla la Vieja, contaba entonces con 107 habitantes.
En 1835 se produce la desamortización de Mendizábal, la cual determinó la desaparición de las órdenes religiosas y el paso de las rentas de sus bienes al Estado.
Una vez desaparecidos los conventos, la población de estos núcleos bajó considerablemente, sobre todo en la villa de Belorado.
En el caso de Fresneda se descendió de 85 a 26 vecinos (1850), aunque hay que tener en cuenta otros factores como las dificultades económicas debidas a la escasez de cereal, que se dio en todo el Valle de San Vicente.
Fresneda es por entonces una villa con Ayuntamiento, Audiencia Territorial y enmarcada en la provincia de Burgos, perteneciendo al partido judicial de Belorado.
El clima es bastante frío y las enfermedades más frecuentes son los constipados, indigestiones y algunas pulmonías.
Tiene unas 80 casas, destacando la Consistorial, que es bastante buena y se encuentra situada en la plaza Mayor, sirviendo además de local para la escuela de primeras Letras para chicos y chicas, a la que concurren unos 50 alumnos, cuyo maestro está dotado con 1300 reales, abonados en dinero y granos.
En las cercanías de la población existe una fuente abundante con aguas muy delgadas y excelentes.
Además de la iglesia de la Asunción, cabe destacar la existencia de tres ermitas, “Nuestra Señora de los Remedios”, la de “San Martín” y la de “Villanueva, de las cuales hoy en día solo queda en pie la primera.
Las producciones agrícolas se centran en el trigo, cebada, centeno, comuña, patatas y legumbres. Sus habitantes cuidan del ganado lanar, vacuno y cabrío y también cazan corzos, jabalíes, venados, perdices, liebres, y pescan truchas y anguilas.
Con respecto a la industria, destaca la agrícola, un molino harinero y un batán.
En 1835 se produce un incendio en el Convento de San Bernardino de Fresneda, con el que este centro religioso desaparece. Su altar mayor es salvado por un vecino de la zona, y es llevado a la iglesia de Pradoluengo en 1836.
En 1870 destaca el robo que se produjo en la iglesia de la Asunción, en la que se denuncia la sustracción de un cáliz con su paterna y unas vinajeras y cucharilla de plata.

### FinalessigloXIX- principiossigloXX
En Fresneda se dedicaban con predilección a la cría de ganado vacuno.
Hubo una fábrica de tejidos de lana donde posteriormente se instaló una de sillas.
A finales del siglo XIX (1896) se niega al vecino de Burgos, Timoteo San Millán, una cesión de aguas para la instalación de una industria eléctrica, ya que donde se pretendía ubicarla perjudicaba al riego de numerosos prados de las inmediaciones con los que se menoscabaría la rica ganadería de la villa, ya que regulaban el aprovechamiento agrícola al máximo por su abundancia de agua.
Las calles eran tortuosas y estrechas, a excepción de la calle mayor, que forma parte de la carretera de Pradoluengo a Ezcaray.
En 1897, el Ayuntamiento procedió a la rotulación e inventario de las distintas plazas y calles de la localidad, entre otras figuran la calle Mayor, el barrio Encimero, la plaza Vieja, la calle Manzanares.
Contaba Fresneda con cuatro tabernas, donde los habitantes consumían 8000 cántaras de vino.
En este periodo, la taberna era esencial para las relaciones de los vecinos, siempre hombres y sobre todo durante los largos meses de invierno.
En 1896 se acuerda por parte del Ayuntamiento, mejorar el local de la Taberna Villa, haciendo obra en el mismo con el fin de abrigarlo para el beneficio de los vecinos y el estímulo del local llamando a vecinos para el consumo.
La mayor parte del vecindario se alumbraba con la luz que resultaba de llama de la combustión de grandes cantidades de leña, haya quemada en los fogones de las cocinas.
Los fresnedinos eran religiosos y trabajadores aunque escasos de formación académica.
Muchos jóvenes emigraban a Buenos Aires.
La vida media solía ser 29 años y de 4 a 6 la media de hijos.
El Ayuntamiento de Fresneda se preocupaba bastante de la educación de sus pequeños, cuidando la contratación de profesores tanto para Fresneda como para Pradilla, y el arreglo de sus casas, así como actuaciones de tipo filantrópico y de normativas que regulaban la vida municipal.
Producían mucha leña y pastos, legumbres, hortalizas, fresas de monte, truchas, crías de ganado y algo de cereales.
Las fiestas de Gracias se caracterizaban por el sermón del cura, por el baile público, las danzas y por la corrida de toros.
En las fiestas de 1898 se suspenden los festejos por causa de la guerra de Cuba y tan solo se llevan a cabo los sermones en la iglesia.
Los montes públicos de Fresneda suponían su mayor riqueza y sus aprovechamientos se regulan en consecuencia. Se solía realizar subastas de hayas.
El aprovechamiento de los montes comunales, la saca de leñas muertas y rodadas y la roza del brezo, eran fundamentales en la economía de Fresneda, tanto a nivel doméstico como las ventas hacia el exterior.
Tal era la preocupación del Ayuntamiento y el pueblo en general por sus montes y su conservación que el municipio disponía de un cuerpo de bomberos a principios del siglo XX. Tenía un cabo de bomberos (Dámaso Pablo) y un auxiliar (Antonio Monja).
El censo de población de este periodo era de 482 habitantes.

### SigloXXI
El pueblo actualmente está inmerso, al igual que el mundo rural del resto de Castilla y León, en una crisis social y demográfica. La población está considerablemente envejecida, cuestión que determina el presente y el futuro del municipio. Pero también hay nuevas perspectivas de futuro. En Fresneda, nunca como ahora han estado mejor las viviendas. El pueblo mantiene, desde hace años, una imagen general del pueblo muy cuidada. El alcalde es desde las elecciones municipales de 2023 José Manuel Abajo Rábanos, que tomó el relevo después de 12 años en el cargo a Luis María Monja Monja.
Para muchos fresnedinos que viven en Madrid, Burgos, Logroño, Bilbao, Vitoria..., capitales de provincia a las que emigraron hace unos años muchas familias en busca de trabajo, Fresneda se presenta los fines de semana como una buena oportunidad para disfrutar de la naturaleza en estado puro. Durante los meses de verano principalmente, Fresneda recupera vida y son muchas las casas que permanecen abiertas, con gran presencia de niños en las calles y plazas.
La existencia, durante todo el año de dos bares (Bar Casa Jorge y Bar Ramón) permite contar con dos espacios de encuentro muy acogedores y poder disfrutar de la gastronomía de la zona: Jamón, chorizo, panceta, huevos, ciervo, corzo, jabalí, carne de wagyu, carne de cordero... Los contados proyectos que funcionan tienen en la ganadería (vacas y ovejas) nombre propio. Dos explotaciones ganaderas que dirigen dos familias determinan un presente que tuvo un pasado más numeroso, aunque no en número de cabezas de ganado. Ángel Hernando mantiene un rebaño de más de 1500 ovejas y José Goyo Alarcia una explotación de vacas de carne, raza lumusina y wagyu formada por más de 700 cabezas. En ambos casos, vacas y ovejas pastan en prados naturales, extensos montes comunales y zona de la sierra de la Demanda, con el río Tirón. En ambos casos también, la carne de vacas y ovejas de primerísima calidad. Desde hace unos años, el ganadero José Goyo Alarcia ha conseguido ampliar su cabaña de ganado wagyu con bueyes y vacas, comercializando su carne en Burgos y La Rioja, con clientes de reconocido prestigio profesional como el restaurante Echaurren de Ezcaray, al frente del cual está el chef Francis Paniego.
Cabe destacar igualmente las oportunidades que ofrece la caza a los aficionados a este deporte. En la sierra de la Demanda hay una gran variedad de especies, destacando el ciervo, corzo, jabalí... Los cazadores, los de antaño y los de ahora, han sido y son fieles a las citas de cada temporada. En el terreno del senderismo, Fresneda ofrece una gran cantidad de posibilidades, con rutas de todo tipo: desde las que van a las cumbres y puntos estratégicos de la sierra de la Demanda (Otero, Pozo Negro, Cabeza Aguílez, Torocuervo, Remendía, Picote las Cabezas) con vistas excepcionales, hasta otras más cercanas que se encuentran en el valle del río Tirón (Tres Aguas, San Antonio, Teñacanal, Montelaszarras, la Ruanda...).
Cerca del pueblo, otros puntos de interés son la Horca, la Magdalena, Zorácilas, Larrea, el Camino Alto. En ambos casos, el encuentro con el bello paisaje de hayas, pinos, chopos, robles... está asegurado.

## Demografía
Fresneda de la Sierra Tirón cuenta con una población de 97 habitantes (INE 2024).
| Gráfica de evolución demográfica de Fresneda de la Sierra Tirón entre 1842 y 2021 |
| |
| Población de derecho según los censos de población del INE. Población de hecho según los censos de población del INE.En estos censos se denominaba Fresneda de la Sierra: 1842, 1857, 1860, 1877, 1887, 1897, 1900 y 1910. Entre el censo de 1857 y el anterior, crece el término del municipio porque incorpora a Pradilla de la Sierra. |

## Economía

### Evolución de la deuda viva
El concepto de deuda viva contempla solo las deudas con cajas y bancos relativas a créditos financieros, valores de renta fija y préstamos o créditos transferidos a terceros, excluyéndose, por tanto, la deuda comercial.
| Gráfica de evolución de la deuda viva del ayuntamiento entre 2008 y 2014                             |
| |
| Deuda viva del ayuntamiento en miles de Euros según datos del Ministerio de Hacienda y Ad. Públicas. |

La deuda viva municipal por habitante en 2014 ascendía a 0 €.

## Urbanismo

### Parques
El pueblo dispone de la existencia de dos parques que son:
- Parque San Roque: A los pies del puente y rodeado por el frente y el fondo por los ríos Manzanares y Tirón, es un amplio parque distribuido de forma que un camino desde la puerta lleva a una gran fuente redonda que queda en el centro del parque desde donde se ramifica el camino en 4. De esta forma el parque queda dividido en varias zonas de césped y distintos árboles y plantas.
- La Orca: Es el parque que está más alejado del pueblo, ya que hay que subir por la carretera al cruzar el puente para llegar hasta allí. Tiene menor tamaño que san Roque pero es aún bastante espacioso. Dispone de dos  asadores de piedra y algunas mesas.

## Parroquia

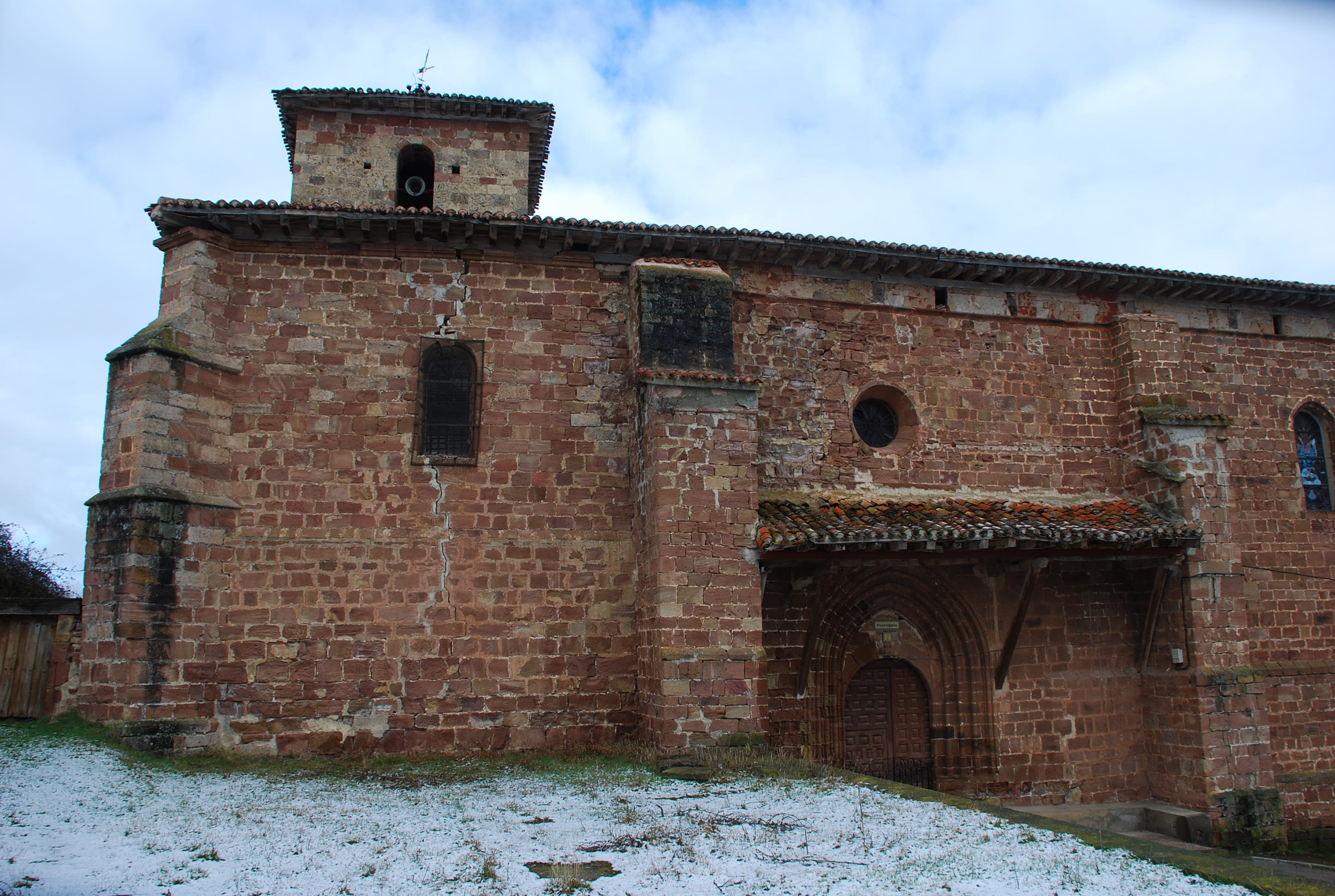
Iglesia de la Asunción

Iglesia parroquial de la Asunción de Nuestra Señora en el arciprestazgo de Oca-Tirón, diócesis de Burgos.
 Dependen las siguientes localidades:
- Espinosa del Monte
- Ezquerra
- San Clemente del Valle
- San Vicente del Valle
- Santa Olalla del Valle
- Villagalijo

## Fiestas
- 8 de septiembre (Virgen de los Remedios)
- 13 de junio (San Antonio de Padua)
- Jueves de Carnaval (Jueves de Todos)
- Abril (Cierre de la Dehesa- Garbanzada popular)